# جزیره بیچ (استرالیای جنوبی)
جزیره بیچ (به انگلیسی: Island Beach) یک منطقهٔ مسکونی در استرالیا است که در استرالیای جنوبی واقع شده‌است.